# Myoporum beckeri
Myoporum beckeri är en flenörtsväxtart som beskrevs av Ferdinand von Mueller och George Bentham. Myoporum beckeri ingår i släktet Myoporum och familjen flenörtsväxter. Inga underarter finns listade i Catalogue of Life.